# 문척초등학교
문척초등학교는 대한민국 전라남도 구례군에 있는 공립 초등학교이다.

## 학교 연혁
- 1944년 4월 1일: 월전국립학교 설립인가
- 1944년 4월 1일: 개교
- 1950년 5월 8일: 문척국민학교로 개칭
- 1982년 3월 1일: 삼성교를 삼성분교로 격하
- 1996년 3월 1일: 문척초등학교로 개칭
- 1997년 3월 1일: 삼성분교 폐교. 본교 통합
- 2018년 9월 1일: 제 26대 김애숙 교장 부임
- 2020년 2월 14일: 제 72회 졸업(총 3,413명)

## 참고 자료
- 문척초등학교 - 한국교육학술정보원 학교알리미